# Metropolitalny Związek Komunikacyjny Zatoki Gdańskiej

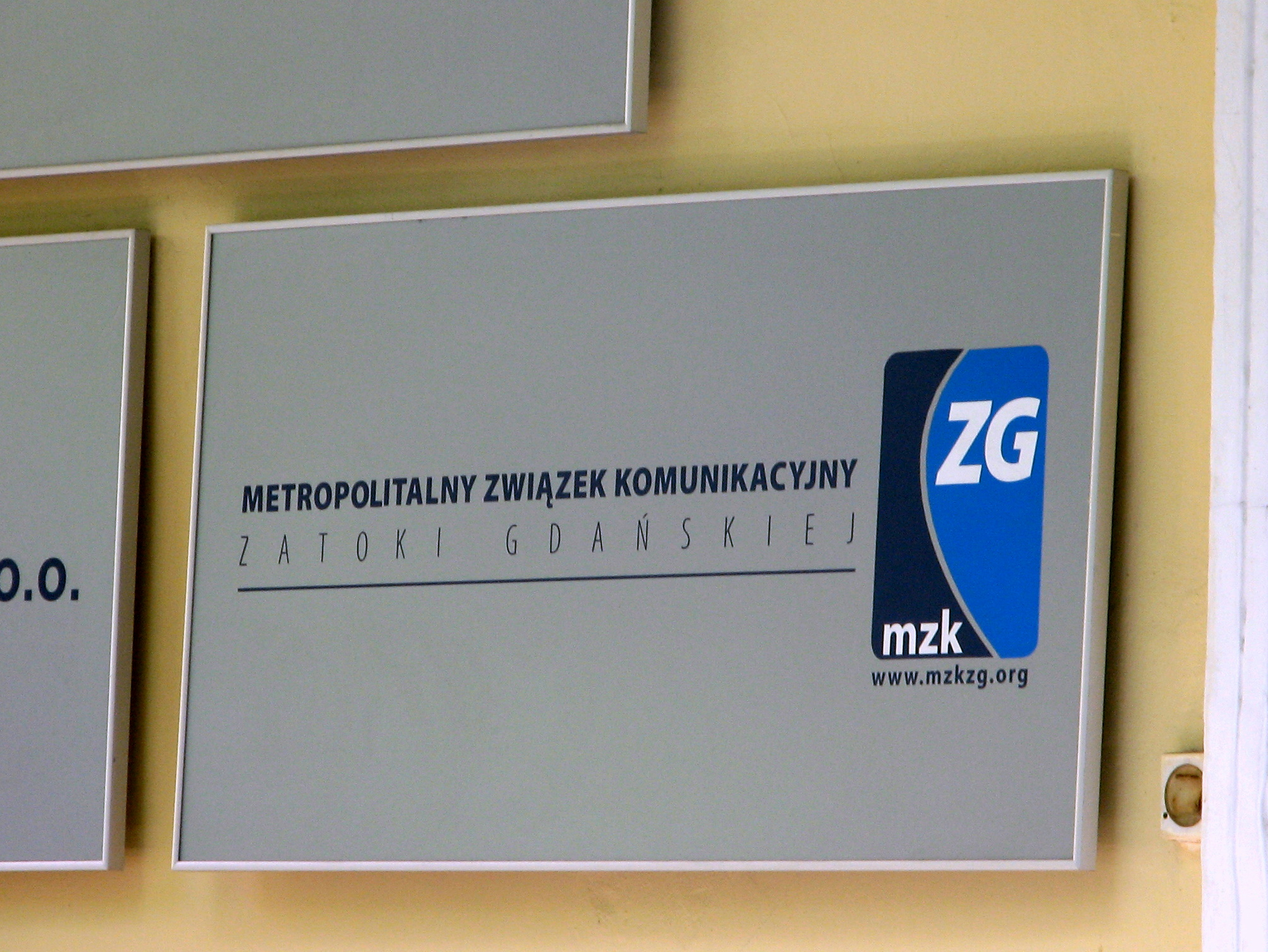
Logo MZKZG

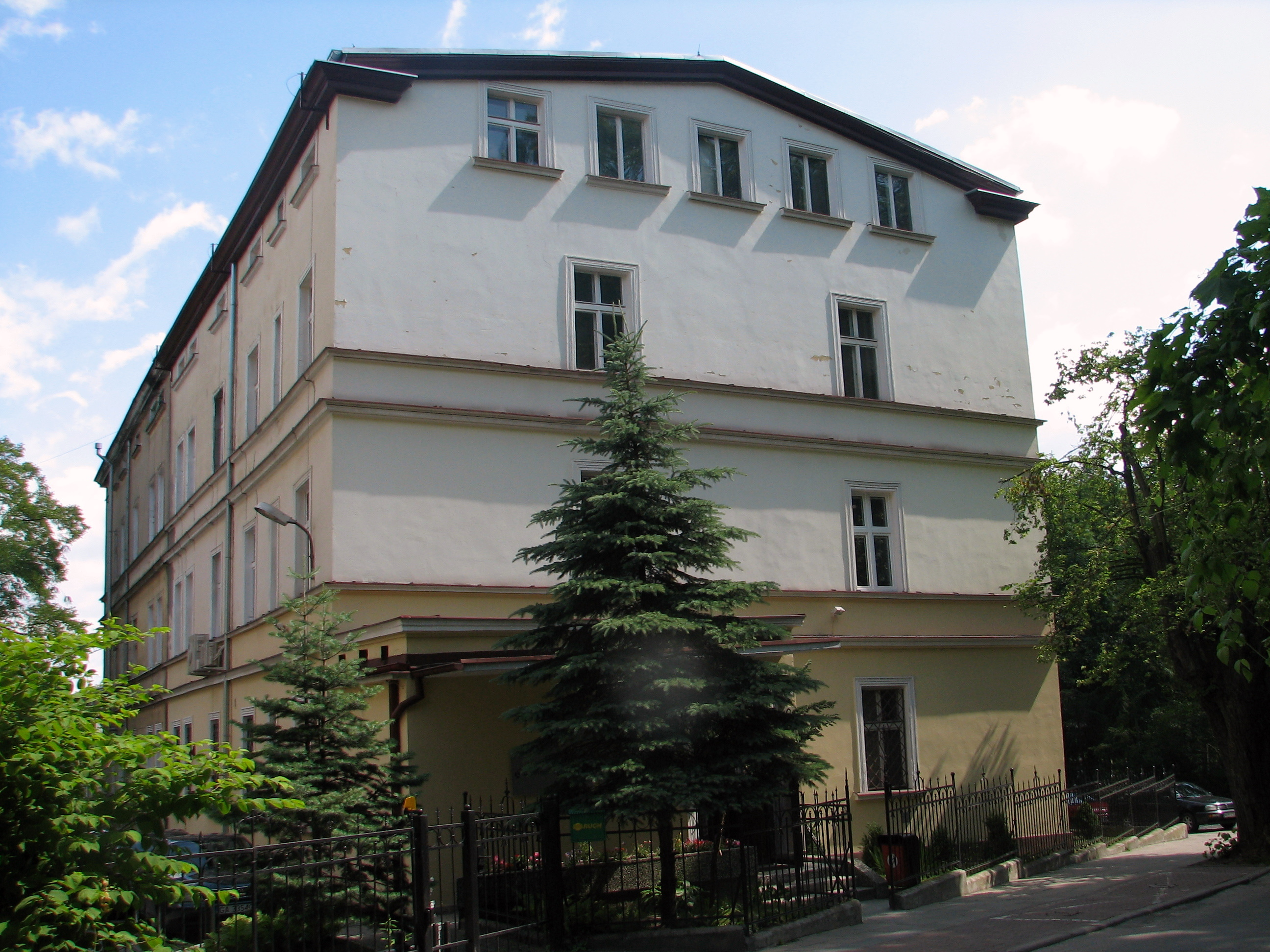
Siedziba MZKZG

Metropolitalny Związek Komunikacyjny Zatoki Gdańskiej (MZKZG) – jest to związek międzygminny utworzony przez 14 gmin leżących nad Zatoką Gdańską i w jej pobliżu, powołany 16 marca 2006 przez przedstawicieli samorządów, a zarejestrowany w dniu 5 czerwca 2007 przez Ministerstwo Spraw Wewnętrznych i Administracji.

## Członkowie
W skład MZKZG wchodzą następujące gminy:
- miejskie
  - Gdańsk
  - Gdynia
  - Pruszcz Gdański
  - Reda
  - Rumia
  - Sopot
  - Wejherowo

- miejsko-wiejskie
  - Żukowo

- oraz wiejskie
  - Kolbudy
  - Kosakowo
  - Luzino
  - Pruszcz Gdański
  - Wejherowo
  - Szemud - od stycznia 2013.

### Przewoźnicy
Odpowiedni rodzaj biletu wydawanego przez MZKZG obowiązuje u wszystkich lub niektórych z niżej wymienionych organizatorów komunikacji:
- ZTM w Gdańsku
- ZKM w Gdyni
- MZK Wejherowo

Ponadto, bilety metropolitalne kolejowo-komunalne (w tym miesięczne łączone) ważne są w pociągach przewoźników kolejowych: PKP Szybka Kolej Miejska w Trójmieście i POLREGIO. Z biletów tych można korzystać na obszarze MZKZG, tj. w strefie ograniczonej stacjami: Babi Dół, Borkowo (dotyczy trasy z i do Kartuz), Cieplewo, Luzino i Reda Rekowo. Bilety miesięczne Gdańsk-Sopot i Gdynia-Sopot ważne są odpowiednio na obszarze dwóch miast.
Od 28 kwietnia 2022 r. funkcjonują Bilety Łączone Regionalne, ważne w komunikacji miejskiej oraz w autobusach regionalnych (PKS Gdańsk, PKS Gdynia, P.A. Gryf).

## Zarząd
- Kamil Bujak – Przewodniczący Zarządu;
- Czesław Kordel – Z-ca Przewodniczącego Zarządu;
- Sebastian Zomkowski – Członek Zarządu;
- Hubert Kołodziejski – Członek Zarządu.

## Statutowe zadania
Statutowe zadania Związku obejmują:
• emitowanie i dystrybucję biletów metropolitalnych;
• uchwalanie cen i taryf biletów metropolitalnych;
• podejmowanie współpracy z właściwymi organizatorami, operatorami i przewoźnikami dotyczącej wprowadzenia oraz funkcjonowania biletów metropolitalnych w publicznym transporcie zbiorowym, m.in. poprzez integrowanie systemów pobierania opłat, w tym biletów metropolitalnych;
• rozliczanie przychodów z biletów metropolitalnych;
• badanie rynku, prognozowanie i planowanie publicznego transportu zbiorowego w zakresie wynikającym z funkcjonowania biletów metropolitalnych;
• promowanie publicznego transportu zbiorowego w zakresie wynikającym z funkcjonowania biletów metropolitalnych.

## Kontrowersje
Powołanie związku ujawniło kontrowersje dzielące samorządy od wielu lat. Różnice te hamują integrację komunikacji miejskiej pomiędzy Gdynią a Gdańskiem. Przykładem kontrowersji jest sama nazwa związku. Zdaniem władz Gdańska, aglomeracja powinna nazywać się aglomeracją gdańską, gdy władze Gdyni wolałyby, aby związek powinien mieć w nazwie słowo Trójmiasto. Owocem kompromisu jest neutralna nazwa Zatoki Gdańskiej.
Kontrowersje budzi też fakt wysokiej ceny biletu metropolitalnego. Jej ustalenie jest wynikiem bardzo wysokiej ceny sieciowego biletu ważnego na obszarze działania gdańskiej komunikacji miejskiej, a uchwalonego przez Radę Miasta Gdańska. Przyjęto założenie, że cena biletu metropolitarnego nie może być niższa niż cena biletu sieciowego ważnego na obszarze jednego z organizatorów komunikacji, którzy biorą udział we wspólnej ofercie. Niższa cena biletu metropolitarnego mogłaby spowodować brak zainteresowania gdańskim biletem sieciowym.
Fakt ten może spowodować bardzo małe zainteresowanie mieszkańców nowym biletem i z tego względu krytycy uważają, że Związek Komunikacyjny Zatoki Gdańskiej jest inicjatywą propagandową, która ma pozorować integrację komunikacji miejskiej.